# Scutellomusca marginata
Scutellomusca marginata är en tvåvingeart som beskrevs av Albuquerque 1954. Scutellomusca marginata ingår i släktet Scutellomusca och familjen husflugor. Inga underarter finns listade i Catalogue of Life.